# Лішня (Дубенський район)
Лі́шня — село в Україні, у Демидівській селищній громаді Дубенського району Рівненської області. Населення становить 835 осіб.

## Географія

### Місцевості
У селі Лішня налічується 9 вулиць.
Вулиця Соборна знаходиться на початку села. Вона є найдовшою вулицею, закінчення знаходиться на початку села Рудка.

## Історія

### Археологічні знахідки
Першою відомою письмовою згадкою (в документі про майбутній Демидов — сучасна Демидівка) є надання королем Сигізмундом І привілею на отримання права самоврядування грамотою від 30 січня 1513 року, де згадується у Квасовській землі поселення Лішня.
7 (20) листопада 1917 року, відповідно до Третього Універсалу Української Центральної Ради, увійшло до складу Української Народної Республіки.

### Незалежна Україна
12 червня 2020 року, відповідно до розпорядження Кабінету Міністрів України № 722-р від «Про визначення адміністративних центрів та затвердження територій територіальних громад Рівненської області», увійшло до складу Демидівської селищної громади Демидівського району.
19 липня 2020 року, в результаті адміністративно-територіальної реформи та ліквідації Демидівського району, село увійшло до складу Дубенського району.

## Населення
За переписом населення України 2001 року в селі мешкали 962 особи.

### Мова
Розподіл населення за рідною мовою за даними перепису 2001 року:
| Мова       | Відсоток |
| ---------- | -------- |
| українська | 98,02 %  |
| російська  | 1,14 %   |
| угорська   | 0,73 %   |
| білоруська | 0,10 %   |

## Економіка
У селі діє ТзОВ «Агрореммаш» — підприємство, зареєстроване 15 лютого 2006 року, створене на базі ДП «Агрореммаш» СВК «Агросервіс». Єдине в західному регіоні, що займається ремонтом та відновленням вузлів та агрегатів зернозбиральних комбайнів вітчизняного та зарубіжного виробництва.

## Транспорт
Через село проходять численні автобусні маршрути, є зупинка громадського транспорту.

## Релігія
Є Українська православна церква (настоятель — о. Володимир).

## Місцева влада
Село Лішня входить до Демидівської селищної громади.

## Постаті
- Маринкевич Василь Степанович — український військовик, учасник російсько-української війни.[6]
- Сліпчук Тарас Русланович (1992—2023) — головний сержант Збройних сил України учасник російсько-української війни.
- Якимюк Роман Сергійович (1996—2024) — солдат Збройних сил України учасник російсько-української війни.